# Dschungelboy
Dschungelboy  ist eine britische Action-Abenteuerfernsehserie aus den 1950er Jahren. Die 1957 erstausgestrahlte Reihe von 13 Folgen wurde auch im deutschen Fernsehen gezeigt.
Dschungelboy handelt von einem Waisenknaben, dessen Eltern bei einem Flugzeugabsturz über dem afrikanischen Dschungel ums Leben kamen. So lebt er fortan im Dschungel, mit der Raubkatze Cheetah und dem Arzt Dr. Laurence, die ihm dabei hilfreich zur Seite stehen.
Gastauftritte in der Serie hatten u. a. Patrick Holt, Monica Stevenson, Robert Arden und Leonard Sachs.
Alle Außenaufnahmen wurden vor Ort in Kenia gedreht.
In Deutschland erschienen neben den TV-Folgen Hörspiele auf 17-cm-Langspielplatten und ein Buch zur Fernsehserie von Kurt Vethake.

## Folgentitel
- 1: Der verlorene Sohn (Meet Jungle Boy)
- 2: Die Adoption (Adoption Story)
- 3: Der neue Freund (The Doctor Man)
- 4: Das Kind am Fluß (Child by the River)
- 5: Der Pfarrer (The Boy and the Reverend)
- 6: Journey up River
- 7: Junge Liebe (Young Love)
- 8: Doctor's Dilemma
- 9: Der Diamantenfund (Jungle Boy and the Diamonds)
- 10: The Burial Ground
- 11: Der schwarze Zauberdoktor (The Ways of a Witch Doctor)
- 12: Gangster (Kidnapped)
- 13: Die Großwildjäger (Runaway Boy)